# Canja de Goa
Canja de Goa é uma sopa típica da culinária indo-portuguesa de Goa, Damão e Diu, outrora pertencentes ao Estado Português da Índia, inspirada na canja portuguesa.
É preparada com galinha, chouriço, cebola, alho, arroz, água e sal. Todos estes ingredientes são cozidos em conjunto, num tacho ou numa panela de pressão. No fim, são extraídos os ossos da galinha, que já se deverão desprender.
De acordo com a tradição, em Goa, as mulheres davam à luz na casa paterna. No nascimento do primeiro filho, as sogras enviavam para as noras uma garrafa de vinho do Porto e seis galinhas, para serem usadas na preparação de uma canja, uma vez que esta era considerada um bom alimento para parturientes e convalescentes.
É consumida por volta das 11 horas da manhã, em conjunto com caril do dia anterior, chetnim doce de manga e peixe salgado. Por vezes, é transportada para o campo pelas crianças, numa vasilha de barro, que a levam para os pais e irmãos mais velhos que lá se encontrem a trabalhar.